# 第46師団 (日本軍)
第46師団（だいよんじゅうろくしだん）は、大日本帝国陸軍の師団の一つ。

## 沿革
1943年（昭和18年）5月、本土防衛強化のため第42師団、第43師団、第46師団、第47師団の新設が命じられた。第46師団は、5月14日に留守第6師団と独立第66歩兵団を基幹に熊本で編成され、西部軍に属した。
1943年10月に南方への転出が命ぜられ、所属の歩兵第123連隊がジャワ島東部の小スンダ列島スンバワ島に上陸し、二ヶ月後には歩兵第147連隊がスンバワ島に上陸した。残りの歩兵第145連隊は、輸送船の関係で進出することができず、1944年（昭和19年）6月、硫黄島の小笠原兵団に配属され硫黄島の戦いに参戦し全滅した。
師団主力は、1945年（昭和20年）4月、スンバワ島からマレー半島警備に転用されたが、大きな戦闘を交えることもなく終戦を迎えた。

## 師団概要

### 歴代師団長
- 萱嶋高 中将：1943年（昭和18年）6月10日 - 1943年10月15日[1]
- 若松只一 中将：1943年（昭和18年）10月15日 - 1944年11月14日[2]
- 国分新七郎 中将：1944年（昭和19年）11月14日 - 終戦[3]

### 参謀長
- 吉武秀人 大佐：1943年（昭和18年）6月10日 - 1943年10月29日[4]
- 内野宇一 大佐：1943年（昭和18年）10月29日[5] - 1945年4月7日
- 迫田三夫 中佐：1945年（昭和20年）4月7日 - 1945年4月26日戦死[6]
- 新開栄作 大佐：1945年（昭和20年）5月5日 - 終戦[7]

### 最終司令部構成
- 参謀長：新関栄作大佐
  - 参謀：馬杉一雄中佐
  - 参謀：山本立夫少佐
  - 参謀：江見秀明少佐
- 高級副官：土屋正徳中佐

### 最終所属部隊
- 歩兵第123連隊（熊本）：中條豊馬大佐
- 歩兵第147連隊（都城）：西蓮寺元大佐
- 第46師団戦車隊：松永美尚少佐
- 第46師団通信隊：原田孫介大尉
- 第46師団輜重隊：有馬安成大尉
- 第46師団兵器勤務隊：阿万哲雄少佐
- 第46師団経理勤務部：三ツ森文一主計中佐
- 第46師団野戦病院：田中平吉軍医大佐